# Кошај
Кошај (енгл. Kosrae) је острвска држава, једна од четири Савезне Државе Микронезије, смештена у западном делу Тихог океана. Највећи и главни град је Тофол. На острву живи 6.616 становника према проценама из 2010.